# 전자기 차폐
전자기 차폐(Electromagnetic shielding)는 공간의 특정 부분을 도체 혹은 강자성체로 둘러싸서 내부가 외부 전자기장으로부터 영향을 받지 않도록 하거나, 반대로 내부에서 발생한 전자기장이 외부에 미치지 않도록 하는 것을 말한다. 전자기장의 주파수가 높을수록 효과가 있으므로 고주파공학에서 많이 이용된다. 특히 전자기 차폐 중 라디오 주파수 부근의 전자기파를 막는 것을 RF shielding 이라고 한다. 전자기파의 차폐 정도는 사용되는 물질과 두께, 차폐하려는 공간의 크기, 막으려는 전자기파의 진동수에 따라 결정된다. 
잘 알려진 예로는 차폐 케이블이 있는데, 차폐 케이블은 안쪽의 중심 전도체를 감싸서 전자기 차폐를 일으키는 것으로 중심을 싸는 물질들은 중심으로부터 신호가 빠져나가지 않게 하고 동시에 외부의 신호에 영향을 받지 않도록 한다. 또한 몇몇 케이블의 경우 두 개의 분리된 동축막을 가지고 있어서 양쪽의 전자기장과 정전기장을 막을 수 있도록 한다.

## 전기장 차폐
정전기적 평형상태에서 도체 내부에는 전기장이 0이된다. 도체 내부에 전기장이 0이 아니라면 이 전기장에 의해서 도체 내부의 자유전자가 전류를 형성한다. 전류가 흐르게 되면 전하의 분포가 달라지게 되고 그 분포는 도체 내부의 전기장을 0으로 만들도록 바뀐다. 도체 내부에서 어떠한 가우스면을 잡아도 전기장이 0 이므로 총 플럭스0이 되고 이는 도체 내부에는 항상 알짜 전하가 0임을 알 수 있다. 즉 도체 외부에서 전기장이 바뀌더라도 도체 표면의 전하분포가 바뀔 뿐 내부의 전하분포에는 변화가 없다.
도체로 둘러싸인 동공의 경우, 언급한 것처럼 외부의 전기장은 도체 내부에 영향을 주지 못한다. 그러므로 외부에 전기장이 가해진 상태에서 내부의 도체를 제거하더라도 전하 분포의 변화가 없으므로 전기장의 분포는 변화가 없다. 즉 도체로 둘러싸인 동공은 항상 전기장이 0이 되어버림을 알 수 있다. 그러므로 전기장은 도체로 물체를 둘러싸기만 해도 완벽하게 차폐가 가능하다.
항공기는 도체로 둘러싸여있기 때문에 번개를 맞더라도 전기장에 대해서 내부가 차폐되어 있어 내부에 아무런 영향을 주지 않고 운행할 수 있다.

## 자기장 차폐
자기장 차폐를 위해서는 일반적으로 높은 투자율을 가진 물질로 주위를 둘러싸는 방법을 이용한다. 이러한 물질은 전기장 차폐와 같이 자기장을 완전히 막을 수는 없지만 자기장을 자신의 쪽으로 끌어당겨 일부 자기력선이 원하는 공간 주위로 지나가게 한다.
위에 언급한 한계로 인해 솔레노이드나 헬름홀츠 코일을 이용하여 만든 자기장을 이용하여 차폐를 하기도 한다.
추가적으로, 초전도체의 마이스너 효과를 이용하여 자기장을 차폐할 수도 있다.

## 수학적 모델

### 속이 빈 원기둥

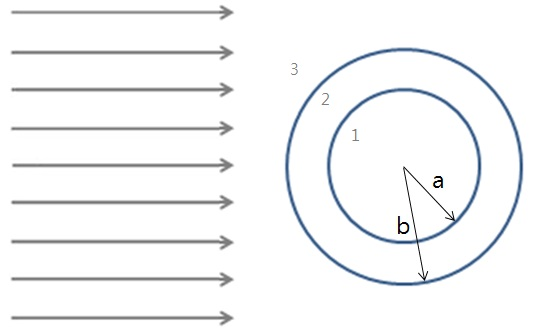
그림1 균일한 자기장 속에 놓인 자기투과율이 인 원기둥껍질 또는 구껍질의 단면

자기투과율이 {\displaystyle \mu }인 물질로 이루어진 속이 빈 원기둥이, 자기장이 {\displaystyle B_{0}}로 균일한 공간에, 수직으로 놓여 있는 상황을 가정해보자.(그림1)
우선, 자유전류가 없어, {\displaystyle \triangledown \times H=0} 이되고, {\displaystyle H=-\triangledown \Phi }가 되는 스칼라 함수 {\displaystyle \Phi }를 정의 할 수 있으며, 라플라스 방정식을 만족한다.

{\displaystyle \triangledown ^{2}\Phi =0}
원통좌표계에서 라플라스 방정식의 일반해는 다음과 같다.

{\displaystyle \Phi =\sum _{m=1}^{\infty }(c_{m}r^{m}+{\frac {d_{m}}{r^{m}}})(g_{m}\cos {m\theta }+h_{m}\sin {m\theta })}
이때, z축(걸어준 자기장 방향)에 대한 대칭성과 원점에서의 수렴성 때문에, 일반해는 다음과 같이 다시 쓸 수 있다.

{\displaystyle \Phi _{1}=\sum _{m=1}^{\infty }c_{1m}r^{m}\cos {m\theta }\;\;\;\;\;\;\;\;\;\;\;\;\;\;\;\;\;\;\;\;\,(r<a)}
{\displaystyle \Phi _{2}=\sum _{m=1}^{\infty }(c_{2m}r^{m}+{\frac {d_{2m}}{r^{m}}})\cos {m\theta }\;\;\;\;\;\;\;\;(a<r<b)}
{\displaystyle \Phi _{3}=\sum _{m=1}^{\infty }(c_{3m}r^{m}+{\frac {d_{3m}}{r^{m}}})\cos {m\theta }\;\;\;\;\;\;\;\;(r>b)}
그리고 경계조건은 다음과 같이 구할 수 있다.

거리가 멀어졌을 때 원기둥의 존재를 무시할 수 있으므로

{\displaystyle r\rightarrow \infty ,\Phi \rightarrow -{\frac {B_{0}}{\mu _{0}}}\cos {\theta }}
자기장의 발산이 0인 것으로부터

{\displaystyle (B_{2}-B_{1})\cdot {\hat {r}}=0\;\;\;\;\;\;\;\;(r=a)}
{\displaystyle (B_{3}-B_{2})\cdot {\hat {r}}=0\;\;\;\;\;\;\;\;(r=b)}
스칼라 함수가 연속인 것으로부터

{\displaystyle \Phi _{1}=\Phi _{2}\;\;\;\;\;\;\;\;(r=a)}
{\displaystyle \Phi _{2}=\Phi _{3}\;\;\;\;\;\;\;\;(r=b)}
이렇게 5가지 경계조건이 나온다.

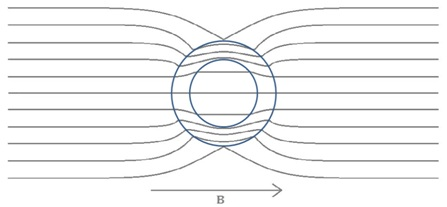
그림2 자기투과율이 인 원기둥껍질 혹은 구껍질 의해 내부자기장의 세기가 약해진다는 것을 보여주는 정성적인 그림

이제, 경계조건으로부터 각각의 계수들을 구하여, 해를 구할 수 있다.

위의 결과를 이용해, 내부(r<a)에서의 자기장{\displaystyle B_{in}}을 구해보면

{\displaystyle {\overrightarrow {B_{in}}}={\frac {4\mu \mu _{0}\,a^{2}}{a^{2}(\mu +\mu _{0})^{2}-b^{2}(\mu -\mu _{0})^{2}}}{\overrightarrow {B_{0}}}}
결과를 바탕으로 자기장을 그려보면 그림2 와 같다.

또한, {\displaystyle {\frac {\mu }{\mu _{0}}}\rightarrow } 1이면 차폐가 거의 일어나지 않고, {\displaystyle {\frac {\mu }{\mu _{0}}}\rightarrow 0,\infty } 이면 차폐가 완벽하게 일어난다

### 속이 빈 구
자기투과율이 {\displaystyle \mu }인 물질로 이루어진 속이 빈 구가, 자기장이 {\displaystyle B_{0}}로 균일한 공간에, 수직으로 놓여 있는 상황을 가정해보자(그림1)
경계조건은 축으로부터의 거리 r을 원점으로부터의 거리 r로 대체하면 위에서의 경계조건과 같으며, 속이 빈 원기둥과 마찬가지 방법으로 풀되 구면좌표계에서 라플라스 방정식의 일반해가 다음과 같으므로 (단, {\displaystyle P_{l}(x)}는 르장드르 다항식)
{\displaystyle \Phi =\sum _{l=0}^{\infty }\left(A_{l}r^{l}+{\frac {B_{l}}{r^{l+1}}}\right)P_{l}(\cos \theta )}
원점에 대한 수렴성과 z축(걸어준 자기장 방향)에 대한 대칭성을 적용하면 일반해는 다음과 같이 다시 쓸 수 있다.
{\displaystyle \Phi _{1}=\sum _{l=0}^{\infty }A_{1l}\,r^{l}P_{l}(\cos \theta )\;\;\;\;\;\;\;\;\;\;\;\;\;\;\;\;\;\;\;\;\;\;\;\;\;\;\;\,(r<a)}
{\displaystyle \Phi _{2}=\sum _{l=0}^{\infty }\left(A_{2l}\,r^{l}+{\frac {B_{2l}}{r^{l+1}}}\right)P_{l}(\cos \theta )\;\;\;\;\;\;\;\;\;\;\;\;(a<r<b)}
{\displaystyle \Phi _{3}=\sum _{l=0}^{\infty }\left(A_{3l}\,r^{l}+{\frac {B_{3l}}{r^{l+1}}}\right)P_{l}(\cos \theta )\;\;\;\;\;\;\;\;\;\;\;\;(b<r)}
그리고 각각 계수들을 구하여 해를 구할 수 있다.

위의 결과를 이용해, 내부(r<a)에서의 자기장{\displaystyle B_{in}}을 구해보면 다음과 같다.

{\displaystyle {\overrightarrow {B_{in}}}={\frac {9\mu \mu _{0}}{(2\mu +\mu _{0})(\mu +\mu _{0})-2\left({\frac {a}{b}}\right)^{3}(\mu -\mu _{0})^{2}}}{\overrightarrow {B_{0}}}}
결과를 바탕으로 자기장을 그려보면 그림2 와 같다.

속이 빈 원기둥의 경우와 마찬가지로 {\displaystyle {\frac {\mu }{\mu _{0}}}\rightarrow } 1이면 차폐가 거의 일어나지 않고, {\displaystyle {\frac {\mu }{\mu _{0}}}\rightarrow 0,\infty } 이면 차폐가 완벽하게 일어난다.

## 응용[2]

### 자기장 차폐
일반적으로 투자율 값이 높은 물질들로 자기장 발생원을 감싸거나 자기장에 의해 영향을 받는 부분을 감싸줌으로서 물질 속의 자기장의 크기를 줄이고 외부의 자기장이 차폐재의 표면을 타고 다른 부분으로 흘러가도록 하여 해결한다. 이러한 방법은 보통 자기장 발생이 강한 트랜스포터 등에 적용한다.

### 전자파 차폐
위의 전기장 차폐에서 언급했듯이 함체를 전부 도전성 소재로 감싼다. 내부나 외부의 타 기기로부터 생성된 전자파는 도전성 소재에 부딪치면서 반사되거나 그라운드로 흐른다. 이 때, 함체의 재질 및 두께, 주파수, 전자파 에너지의 강도에 따라 차폐율이 변할 수 있다.

### 그라운드
그라운드에는 크게 신호 그라운드와 프레임 그라운드가 있는데, 신호가 신호원으로부터 신호 패턴을 통하여 부하 측으로 전달이 되고 다시 귀환 패턴을 되돌아오는 것을 신호 그라운드라고 하고 함체를 프레임그라운드라고 한다. 직류 전원의 기준 전위도 신호 그라운드라고 한다.
신호 그라운드와 프레임그라운드를 서로 연결시키는 것이 가장 좋은 차폐 방법인데, 노이즈의 강도에 따라 신호그라운드의 패턴 크기를 설정해야 하며, 신호그라운드와 프레임그라운드를 연결하는 연결선의 굵기도 설정해야 한다. 이 때, 가급적 신호그라운드의 패턴은 넓게, 연결선은 굵게 하는 것이 바람직하다.

### 흡수
전자파가 흡수체에 입사하게 되면 여러 파가 발생하게 되며 그 중 하나를 침투파라고 한다. 침투파의 경우 전자파 에너지를 열에너지로 변환시킬 수 있는데 열에너지의 경우 제어가 쉽기 때문에 열에너지의 형태로 만들어서 전자파를 없애게 된다. 이러한 방법을 흡수라고 하는데, 전자파 에너지를 열에너지로 변환시키기 위해서 흡수체를 사용하게 되는데 흡수체는 크게 유전체, 자성체 등의 재질로 구성되어 있다. 이러한 흡수체는 전자파가 발생하는 근원지나 외부 전자파에 영향을 받는 부품 혹은 그 주변에 부착해두어서 흡수가 용이하도록 한다.

## 같이 보기
- 전자파장애
- 전자기파와 건강
- 방사선
- 퍼멀로이
- 패러데이 새장
- 무향실